# Aeroportul El Dorado, Venezuela
Aeroportul El Dorado, Venezuela (IATA: EOR, ICAO: SVED) este un aeroport din Bolívar, Venezuela ce deservește zona El Dorado⁠(d).
Situat la o altitudine de 97 m, aeroportul dispune de o singură pistă.